# Robert Devereux (2. hrabia Essex)
Robert Devereux (ur. 10 listopada 1567 w Netherwood w Herefordshire, zm. 25 lutego 1601 w Londynie) – angielski możnowładca i żołnierz, faworyt królowej Elżbiety I i później buntownik przeciw niej.

## Życiorys
Ze strony matki był kuzynem Elżbiety I. Jego ojcem był hrabia Essex Walter Devereux, którego zastąpił, gdy miał 9 lat, a ojczymem książę Northumberland Robert Dudley. Zdobył wysoką pozycję jako młodzieniec, gdy dzielnie walczył przeciw Hiszpanom w Holandii w 1586; rok później Elżbieta mianowała go koniuszym. Mimo pozostawania w jej łasce, już wówczas konsekwentnie prowokował gniew królowej; wbrew jej życzeniu, wziął udział w operacji przeciw Lizbonie i w 1590 w tajemnicy poślubił Frances Walsingham, wdowę po poecie Philipie Sidneyu. W 1591–1592 dowodził angielskimi siłami we Francji, co pomogło Henrykowi IV w jego kampanii przeciwko francuskim katolikom. Przez kolejne cztery lata pozostawał w Anglii, stając się ekspertem od spraw zagranicznych w nieudanej próbie rzucenia wyzwania długotrwałym wpływom rodziny Cecilów na dworze królewskim. W 1593 został mianowany wtajemniczonym radcą i w 1594 wykrył domniemany spisek na życie królowej zorganizowany przez jej lekarza, Roderigo Lopez. Gdy w 1596 ożywiono ofensywę przeciw Hiszpanii, został jednym z dowódców sił, które 22 czerwca zdobyły Kadyks. Ta spektakularna, ale nie decydująca akcja bojowa uczyniła go czołowym orędownikiem bardziej zdecydowanych działań zbrojnych przeciw Hiszpanii. Dowodzone przez niego siły nie zdołały jednak w 1597 przechwycić hiszpańskich statków przewożących skarby. W 1598 możliwość zawarcia pokoju z Hiszpanią zaostrzyła jego rywalizację z Cecilami, a jednocześnie rosnąca powaga dużej rebelii w Irlandii doprowadziła do istotnych różnic zdań między earlem a królową odnośnie do posad i strategii. Elżbieta była coraz bardziej zaniepokojona nadmierną ambicją hrabiego, którego określała jako "z natury niedającego sobą rządzić". Podczas jednego ze sporów odwrócił się do królowej plecami, za co natychmiast został przez nią uderzony w twarz. Mimo to, w 1599 Elżbieta wysłała go do Irlandii jako lorda porucznika. Po nieudanej kampanii przeciw buntownikom zawarł nieprzychylny rozejm i nagle opuścił stanowisko i wrócił do Anglii, by windykować prywatnie u królowej, która zareagowała na to pozbawieniem go stanowisk (w czerwcu 1600). Został politycznie i finansowo zrujnowany, jednak otrzymał tylko karę aresztu domowego. Wraz z ok. 200-300 zwolennikami próbował 8 lutego 1601 poderwać ludność Londynu do buntu. Jednak rewolta była niezręcznie zaplanowana i nie powiodła się, a hrabia się poddał. Został uznany winnym zdrady i stracony przez ścięcie w londyńskiej twierdzy Tower. Jednym z jego oskarżycieli w procesie był filozof Francis Bacon, którego karierę i awanse Devereux przedtem nieustannie wspierał.